# District de Gersau
Le district de Gersau est un district suisse, situé dans le canton de Schwytz. Il ne compte, comme les districts de Küssnacht et d'Einsiedeln, qu'une seule commune.

## Histoire
Le district doit sa particularité de n'avoir qu'une seule commune au rattachement de la république de Gersau à la Confédération suisse en 1803 lors de l'acte de Médiation puis redevient indépendante en 1814 puis est finalement rattachée à nouveau en 1817.

## Communes
| Nom    | N° OFS | Population (décembre 2022) |
| ------ | ------ | -------------------------- |
| Gersau | 1311   | +002 384,                  |
| Total  | Total  | +002 384,                  |